# DAS Air Cargo
DAS Air Cargo was een Oegandese luchtvrachtmaatschappij met haar thuisbasis in Entebbe.

## Geschiedenis
DAS Air Cargo is opgericht in 1983. Zij voerde vluchten uit van Oostende en Londen Gatwick naar Afrika.
Na een tijdelijke plaatsing op de zwarte lijst van de Europese Unie werd op 5 maart 2007 weer gestart met vluchten. In september 2007 werden de activiteiten beëindigd.

## Vloot
De vloot van DAS Air Cargo bestond in juni 2007 uit:
- 2 Douglas DC10-30F